# Spodnje Prapreče
Spodnje Prapreče este o localitate din comuna Lukovica, Slovenia, cu o populație de 146 de locuitori.